# Wernhardt (Adelsgeschlecht)

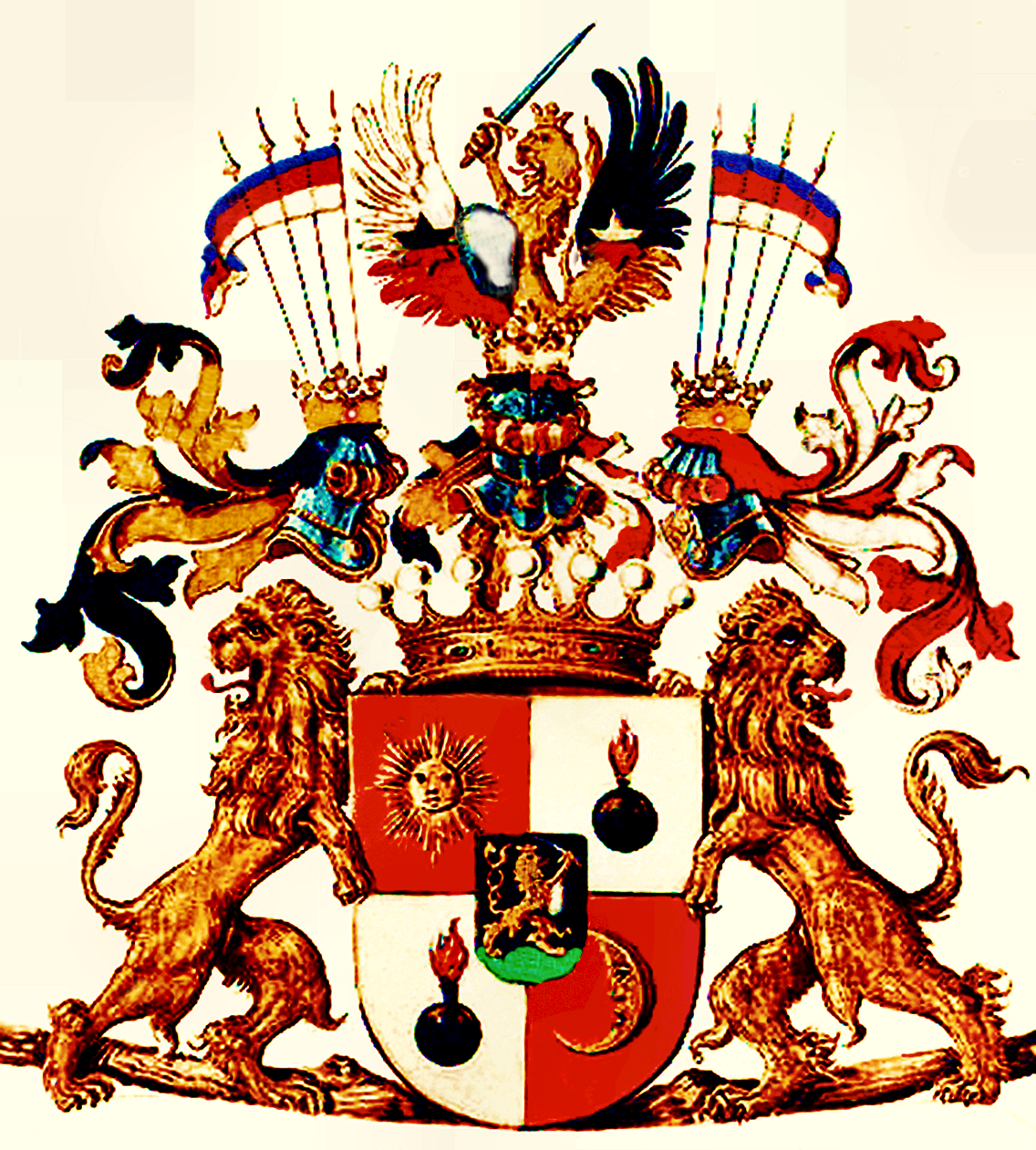
Wappen der Freiherrn von Wernhardt

Die Freiherrn von Wernhardt waren ein deutschstämmiges, ungarisches und österreichisches Adelsgeschlecht, das sich seit dem frühen 17. Jahrhundert besonders militärisch hervorgehoben hatte.

## Geschichte

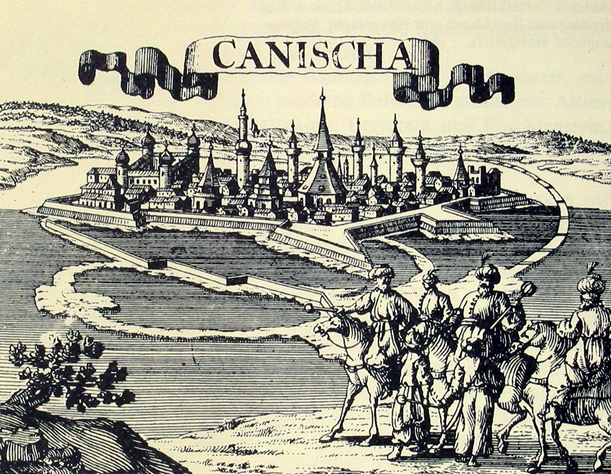
Kanizca im 17. Jahrhundert

Stephan Wernhardt (* um 1560 in Eisenstadt; † ebenda), wahrscheinlich Sohn des Wolfgang (Wolff) Wernhardt aus Eisenstadt, war der Stammvater der Familie. Er kämpfte seit dem Ende des 16. und zu Beginn des 17. Jahrhunderts unter Adolf von Schwarzenberg gegen die Türken, wobei er sich in den Gefechten von Pápa und Kanizcsa Anno 1600 und in der Folge besonders hervortat. So erhielt er vom kaiserlichen Comes Palatinus Florian Drosdowsky von Drostowitz am 15. Februar 1621 zu Wien einen Wappenbrief. Am 25. September 1646 erhob ihn Kaiser Ferdinand III. zu Pressburg zusammen mit seiner Gattin Walburga Kapitz (Kapicz) und seinen sechs Kindern, den vier Söhnen Jacob Erhard, Erhard Johann, Johann Stephan und Wilhelm Jacob sowie seinen Töchtern Agathe und Dorothea, gleichzeitig mit den Brüdern Caspar, Rat von Neustadt und Bernhard Wernhardt, Rat von Eisenstadt. in den ungarischen Adelsstand.
Für die Folgezeit scheinen keine Dokumente zur Familie erhalten zu sein. Erst mit Paul, dem Urenkel des Stephan, findet die Geschichte ihre Fortsetzung.

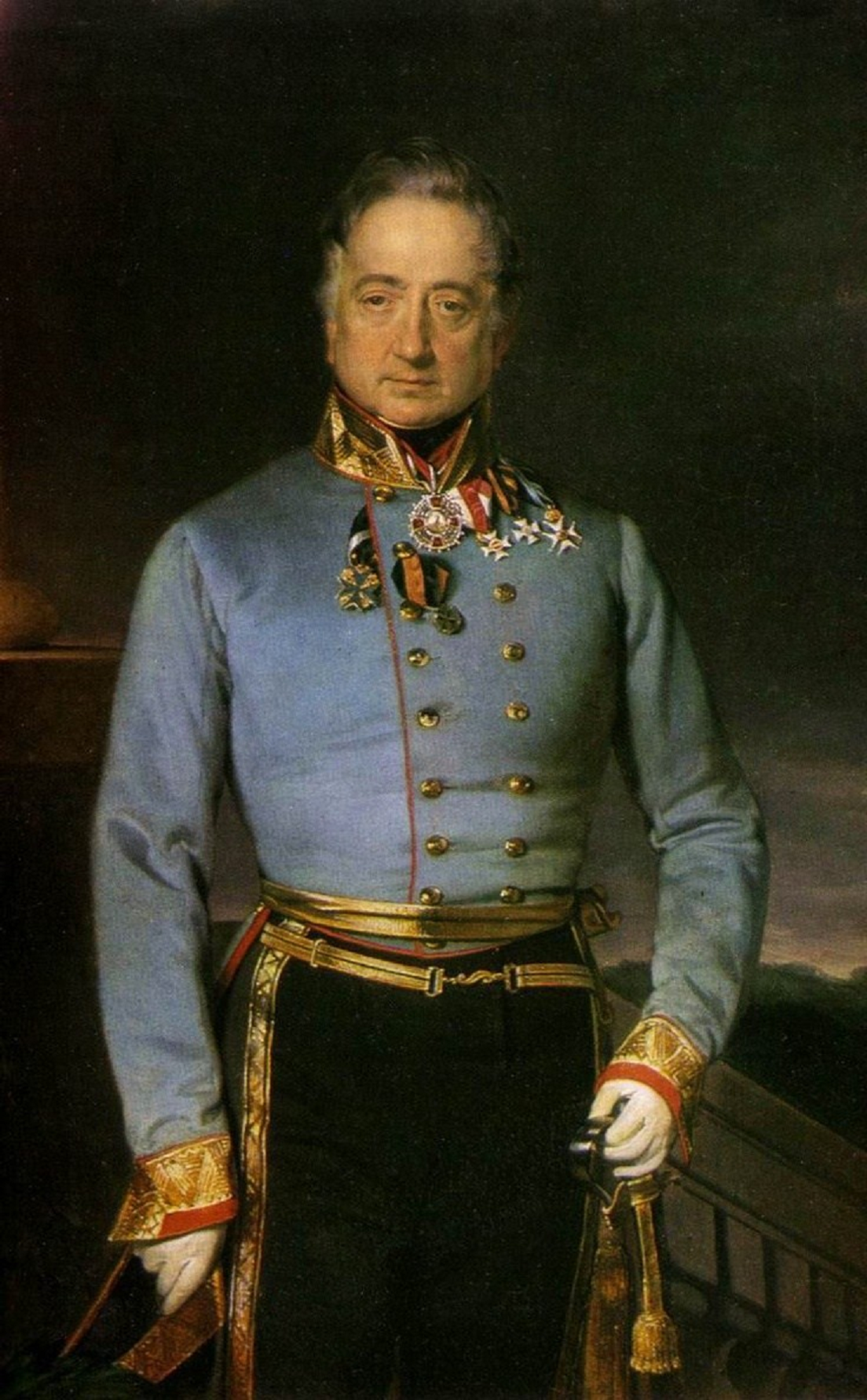
Paul von Wernhardt um 1840

Paul Freiherr von Wernhardt (1776–1846) war ein Magnat von Ungarn und Geheimer Rat sowie k. k. General der Kavallerie, Inhaber des Chevaux-Legers-Regiments Nr. 3 und im August 1816 Theresienritter. Gemäß den Ordensstatuten verlieh ihm der Kaiser 1818 den erbländisch-österreichischen Freiherrnstand sowie das ungarische Baronat. Er wurde 1819 auch mit der ungarischen Magnatenwürde geehrt. Der Offizier vermählte sich am 6. Mai 1804 mit Maria Anna Aloysia (* 27. Juni 1784), Tochter des nachmaligen Feldmarschallleutnants Freiherr Joseph Ignaz Cerrini de Monte Varchi (1743–1809) und der Donna Isabella Freyre d’Andrade. Auf Grund der Aufzeichnungen in den Gothaischen Taschenbüchern schien ab da zu gelten, dass alle Söhne evangelisch, alle Töchter jedoch römisch-katholisch getauft werden sollten. Außer zwei Söhnen, Stefan (siehe unten) und Sigmund August (* 6. Oktober 1817; † 1868), k. k. Oberstleutnant, hatte das Paar drei Töchter: Isabella Marie (* 7. Juni 1807), vermählt mit Friedrich Dorsner von Dornimthal († 3. September 1871), k. k. Oberst, Pauline Marianne (* 19. Juni 1810), verheiratet mit Jacob Freiherrn von Kavanagh-Ballyane († 10. Juni 1848), k. k. Kämmerer und Kommandant des Infanterieregiments Nr. 52 und Amalia Theresia (* 18. Januar 1812) verehelicht seit dem 11. August 1831 mit Ludwig Freiherrn de Baur, auch de Veaux, († 20. Mai 1861), Hofsekretär im k. k. Finanzministerium.
Stefan Wilhelm Freiherr von Wernhardt (1806–1869) war ein k. k. Kämmerer, Geheimer Rat, Feldmarschallleutnant und Inhaber des Linien-Infanterie-Regiments Nr. 16 sowie Oberleutnant der königlich ungarischen Leibgarde.
Er vermählte sich am 20. November 1847 mit Charlotte Freiin von Kémeny de Gyerö Monostor (* 17. März 1829; † 8. März 1859 in Wien). Das Paar ruht auf dem evangelischen Friedhof von Wien, Grabstein Nr. 85, auf dem in weißem Marmor unter siebenperliger Krone ein Allianzwappen ausgeführt ist. Der General und seine Gattin hatten zwei Töchter und zwei Söhne. Seine Söhne waren Paul Vincenz (siehe unten) und Stephan Wolfgang (* 21. November 1854), in jungen Jahren k. k. Edelknabe und Zögling der Theresianischen Akademie. Zu seinen Töchtern zählten: Anna Amalie, (* 16. Oktober 1848) und Charlotte Maria (* 29. Oktober 1849 in Fünfkirchen). Letztere heiratete in erster Ehe am 23. April 1872 in Salzburg den Herrn auf Strazeman (Slawonien) Holger von Grevenkop-Castenskjold († 15. März 1881 in Wien) und in zweiter in Kopenhagen am 3. Januar 1883 Karl von Grevenkop-Castenskjold († 28. Januar 1913), Herr auf Hörby und Skavgaard, königlich dänischer Kammerherr und Hofjägermeister. Sie erbte die Güter ihres Gatten.
Paul Vincenz Freiherr von Wernhardt (* 5. Dezember 1851 in Wien; † 19. August 1923 ebenda), der älteste Sohn Stefans, war Zögling der Theresianischen Militärakademie in der Wiener Neustadt und avancierte mit Rang vom 17. November 1905 zum Generalmajor, am 2. Mai 1910 zum Feldmarschalleutnant und trat am 1. Juni 1913 in den Ruhestand. Er war auch k. u. k. Kämmerer sowie Großkomtur des Deutschen Ritterordens. Mit ihm erlosch das Geschlecht im Mannesstamm.

## Wappen

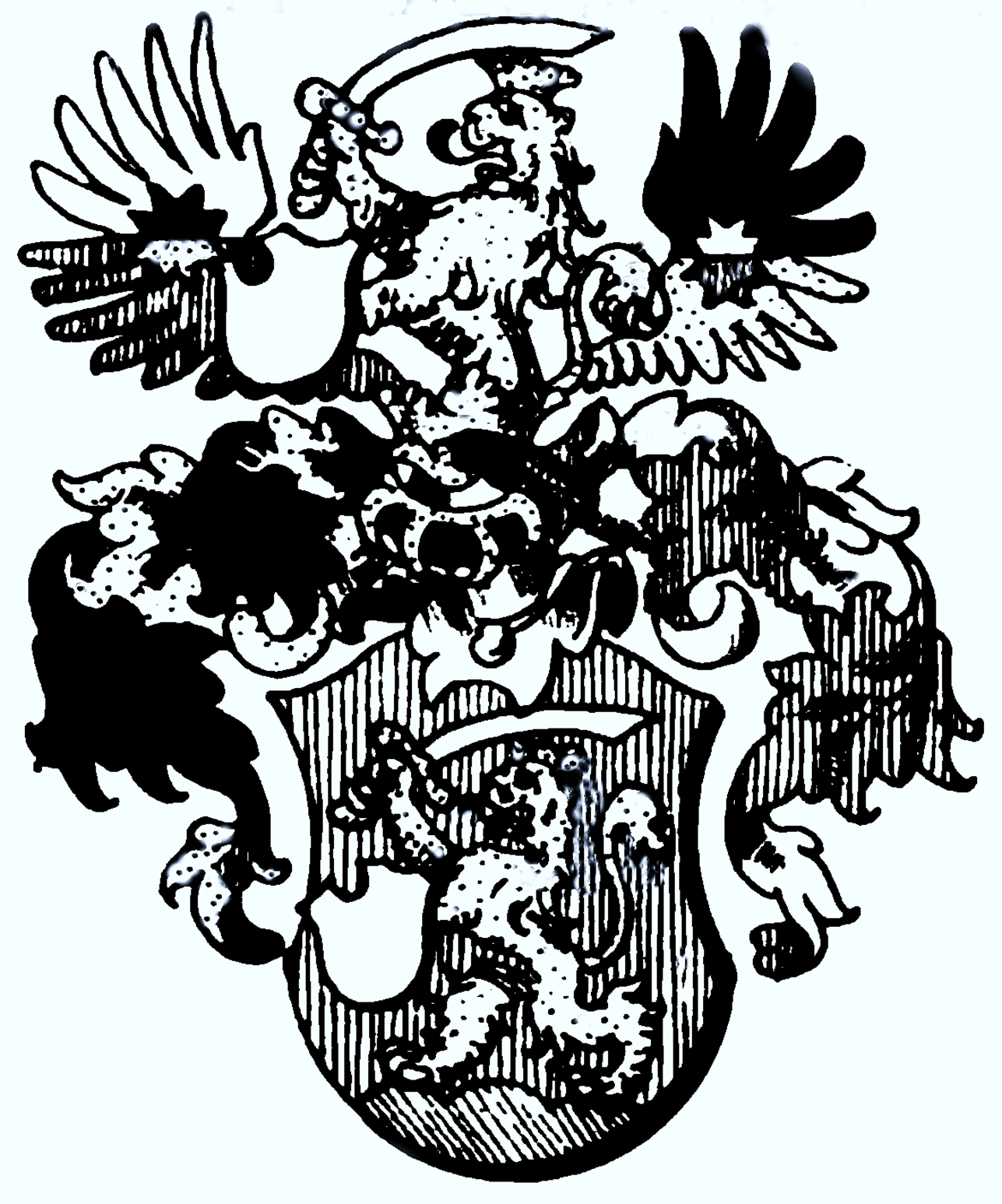
Wappen der Ritter von Wernhardt

1646: In Rot schreitet auf drei grünen Hügeln nach rechts ein aufrechtstehender goldener, gekrönter Löwe, in der rechten Pranke hiebfertig einen Säbel, in der linken eine eiserne Tartsche haltend. Über dem Schild liegt ein gekrönter Helm mit dem wachsenden Löwen des Schildes zwischen einem offenen Flug der quergeteilt ist: Rechts von Silber und Rot auf der Scheidungslinie mit einem achtspitzigen von schwarz und Gold gewechselten Stern belegt. Der linke Flügel von Silber und Rot quergeteilt mit einem von Silber und Rot quergewechselten gleichen Stern belegt. Die Decken sind rechts schwarz-golden und links rot-silbern.
1818: Quadriert mit Mittelschild, der in Schwarz auf einem Dreihügel einen gekrönten goldenen Löwen zeigt, welcher in der rechten Pranke ein Schwert schwingt, in der Linken eine Tartsche vor sich hält. Im ersten, roten Feld eine strahlende Sonne; im zweiten und dritten silbernen Feld eine brennende Bombe: im vierten, roten Feld ein Halbmond. Auf dem Schild ruht die Freiherrnkrone, auf welcher drei gekrönte Turnierhelme sich erheben. Aus der Krone des mittleren wächst zwischen einem offenen Fluge der goldene Löwe hervor. Die rechte Seite des Fluges ist von Silber und Rot quergeteilt und trägt auf der Teilungslinie einen achtspießigen wechselnd schwarz-goldenen Stern; die linke Seite des Fluges ist von Schwarz und Gold quergeteilt und trägt auf der Teilungslinie einen achtspießigen (nach anderen sechsspießigen) wechselnd rot-silbernen Stern. Auf den Kronen des rechten und linken Helmes erheben sich vier hintereinander gestellte auswärts abfliegende lange, spitzige, blau, rot und silbern quergeteilte Fahnen. Die Helmdecken sind sämtlich rechts schwarz mit Gold, links rot mit Silber unterlegt. Schildhalter sind zwei aufgerichtete, einwärtssehende, goldene Löwen.

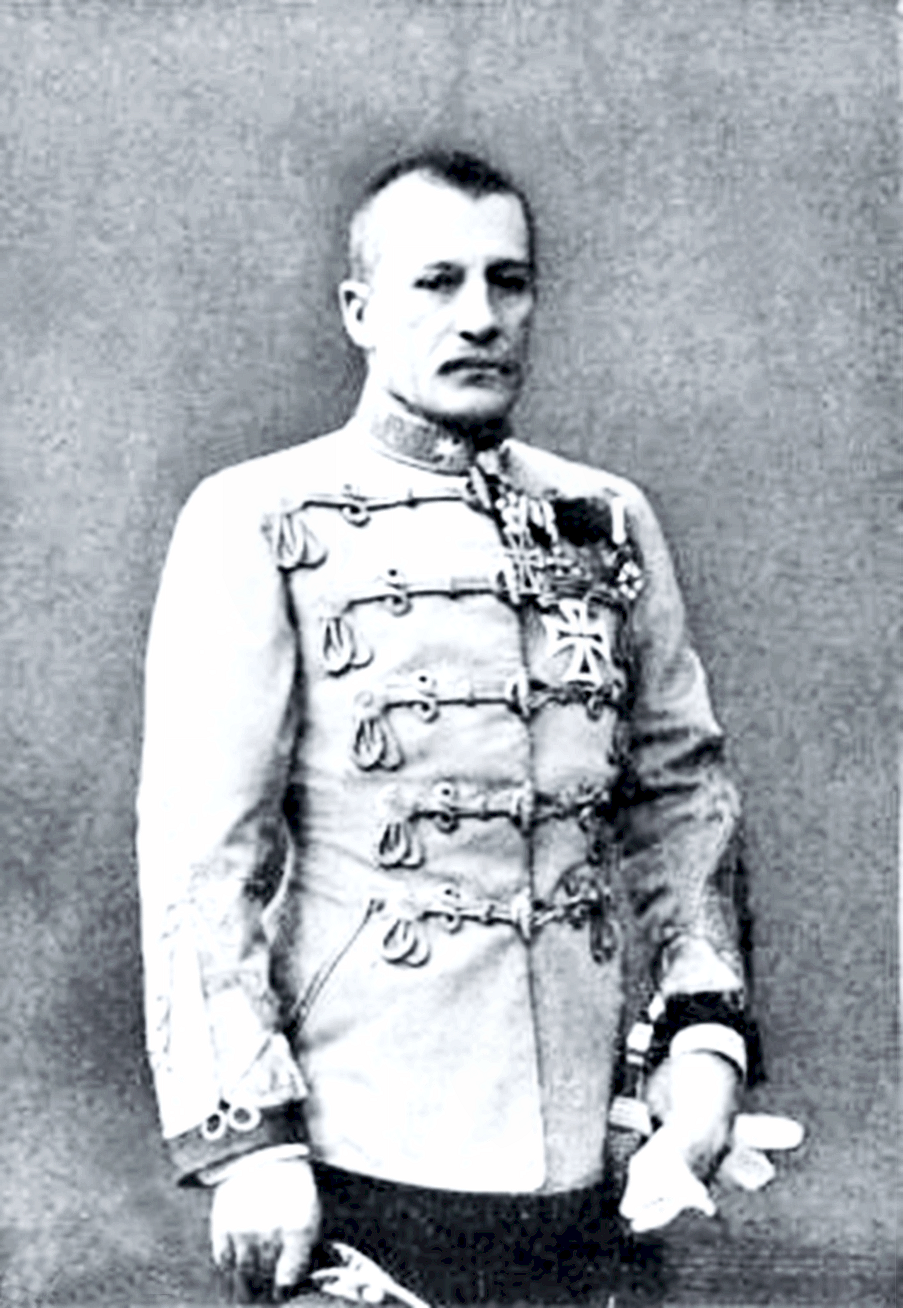
Paul Freiherr von Wernhardt 1908